# Долгая и несчастливая жизнь
«Долгая и несчастливая жизнь» — пятый студийный альбом Васи Обломова. Альбом стал доступен 3 февраля 2017 года на сервисах iTunes, Google Play, Яндекс.Музыка и Zvooq.

## Об альбоме
Альбом состоит из 16 композиций. Как и на прошлых альбомах, большинство песен представляют собой социальную сатиру на современное российское общество.
Две песни с альбома были записаны в дуэтах. Композиция «Жить всегда» записана при участии Глеба Самойлова. Обломов взял припев из песни Самойлова и его группы The Matrixx «Жить всегда», к которому сочинил свои тексты и таким образом получилась новая песня. Песня Самойлова была о девушке, которую преследовали спецслужбы, песня же Обломова о политических репрессиях в СССР. Петь припев в этой песне Обломов пригласил Глеба, поскольку это его текст. Композиция «Прощай» исполнена в дуэте с давним соратником Васи Павлом Чеховым.
Две песни с альбома являются саундтреками к фильмам. Песня «Memento mori» была написана специально для фильма «Духless 2». «Там в конце герой выходит на митинг, говорит: „У меня есть мечта“. Я написал текст, предположив, как бы могла звучать его речь», — поясняет идею песни Обломов. Песня «Живи» была написана специально для фильма «Призрак» и звучит во время титров, где её исполняют маленький мальчик и взрослый мужчина — Семён Трескунов и Фёдор Бондарчук. Поскольку песня больше нигде не выходила, Обломов решил перезаписать её в уже своём исполнении и выпустить на своём альбоме.
Альбом «Долгая и несчастливая жизнь» вышел в свет 3 февраля 2017 года. 16 марта в клубе RED прошла московская презентация нового альбома. 24 марта презентация альбома прошла в Санкт-Петербурге в клубе Jagger. В оформлении обложки альбома использована картина Василия Сурикова «Старик-огородник» 1882 года.

## Список композиций
| №                   | Название                                    | Длительность |
| ------------------- | ------------------------------------------- | ------------ |
| 1.                  | «Порядок»                                   | 1:40         |
| 2.                  | «Во внутренней эмиграции»                   | 2:12         |
| 3.                  | «Неясная поляна»                            | 2:32         |
| 4.                  | «По широкому вопросов кругу»                | 6:18         |
| 5.                  | «Долгая и несчастливая жизнь»               | 3:35         |
| 6.                  | «Memento mori» (из к/ф «Духless 2»)         | 3:36         |
| 7.                  | «Человек херовый»                           | 3:29         |
| 8.                  | «Ремонт»                                    | 6:32         |
| 9.                  | «АБВГДейка»                                 | 2:30         |
| 10.                 | «Ничего страшного»                          | 4:18         |
| 11.                 | «Жить всегда» (при участии Глеба Самойлова) | 3:07         |
| 12.                 | «ИГИЛ»                                      | 2:30         |
| 13.                 | «Адекватный ответ»                          | 1:25         |
| 14.                 | «Нести херню»                               | 4:57         |
| 15.                 | «Прощай» (при участии Павла Чехова)         | 4:21         |
| 16.                 | «Живи» (из к/ф «Призрак»)                   | 4:37         |
| Общая длительность: | Общая длительность:                         | 57:39        |

## Музыкальные видео
На часть песен с альбома были сняты видеоклипы. Видеоклип на совместную песню с Глебом Самойловым «Жить всегда» вышел ещё осенью 2015 года. Эта песня Обломова посвящена политическим репрессиям и по сюжету видео на раскалённых углях сгорают фотографии различных творческих личностей, которые так или иначе пострадали от Советской власти. В видео присутствуют: Николай Гумилёв, Лев Карсавин, Осип Мандельштам, Георгий Лангемак, Исаак Бабель, Борис Губер, Владимир Тимирёв, Сергей Эфрон, Марина Цветаева, Николай Олейников, Юрий Домбровский, Леонид Добычин, Даниил Хармс, Александр Витт, Николай Тимофеев-Ресовский, Юлий Даниэль, Андрей Синявский, Еврейский антифашистский комитет, Даниил Андреев, Нина Луговская, Матвей Бронштейн, Лев Ландау, Николай Заболоцкий, Андрей Платонов, Николай Вавилов, Лев Термен, Анна Ахматова, Борис Пастернак, Николай Клюев, Лев Гумилёв, Александр Введенский, Ариадна Эфрон и Всеволод Мейерхольд.
В середине июня 2016 года вышел клип на песню «Во внутренней эмиграции». В клипе снялся журналист, бывший главный редактор газеты «Коммерсантъ», Андрей Васильев. По сюжету видео лирический герой ведёт куда-то свою пустую газель, затем останавливается у водоёма, чтобы перекусить и
едет дальше. В сентябре вышло видео на песню «Ничего страшного», где некий человек сидя за столом при помощи специальных инструментов вырезал глаза детским игрушкам. 14 ноября появился видеоклип на песню «Адекватный ответ». В ролике не совсем адекватные поступки героев песни сопровождаются рисованными иллюстрациями их действий.
В феврале 2017 года публике было представлено музыкальное видео на песню «Долгая и несчастливая жизнь». В клипе Вася поёт свою песню бредя по пляжу в пасмурную погоду. 18 мая состоялась премьера видеоклипа на песню «Нести херню». Этот ролик представляет собой пародию на современное российское телевидение. По сюжету видео Обломов даёт интервью журналисту и видеоблогеру Юрию Дудю. Вася рассуждает о том, как бы повернулась его жизнь если бы он был встроен в систему, а затем начинает представлять себя в роли ведущего собственной аналитической программы на телевидении. 14 ноября 2017 года вышел клип на песню «Прощай». Все герои в этом видео ходят с привязанными к себе чёрными кубами, которые символизируют груз прожитых лет.

## Участники записи
Помимо Васи Обломова, Глеба Самойлова, Павла Чехова и хора учащихся детской музыкальной школы им. Андреева в записи альбома также приняли участие:
- Ася Соршнева — скрипка
- Яник Николенко — флейта
- Ольга Демина — виолончель
- Петюня Тихонов — труба
- Дмитрий Карев — аккордеон

## Рецензии
Алексей Мажаев с сайта InterMedia оценил альбом в 4 звезды из 5. Мажаев отмечает, что хотя «все заранее догадываются, о чём и как он там споёт», тем не менее «внутри своего, казалось бы, предсказуемого стиля [Обломов] продолжает находить новые аранжировочные краски и поражающие точностью образы». По мнению Дениса Ступникова с сайта KM.RU: «Новый альбом — большой шаг вперёд для Василия. Если после знакомства с его первыми работами слушатель испытывал желание немедленно истребить в себе Васю Обломова, то теперь хочется сначала понять его и пожалеть, а потом уж попытаться вырастить из него Гончарова».